# Studzieniec (Basses-Carpates)
Pour les articles homonymes, voir Studzieniec.
Studzieniec est une localité polonaise de la gmina de Pysznica, située dans le powiat de Stalowa Wola en voïvodie des Basses-Carpates.